# Perclorato de amonio
El perclorato de amonio es un compuesto químico cuya fórmula es NH4ClO4. 
Es la sal del ácido perclórico. Como otros percloratos, es un poderoso oxidante.
Se obtiene de la reacción entre el amoníaco y uno de los oxoácidos, ácido perclórico o por doble descomposición entre una sal de amonio y perclorato de sodio.
NH3 + HClO4 → NH4ClO4
También se usa como oxidante en los combustibles sólidos de cohetes como el Ariane o Transbordador Espacial de la NASA.

## Propiedades
El perclorato de amonio (fórmula molecular NH4ClO4) se presenta como cristales incoloro, inodoro, ligeramente soluble en agua, que con fricción, calor, o la presencia de ácidos fuertes puede explotar. Riesgo de incendio en contacto con materiales combustibles o agentes reductores tales como azufre, fósforo, materia orgánica y partículas metálicas. En condición estabilizada (por ejemplo, con agua 10%) no es el material explosivo, pero oxidante. En caso  de contacto por largo tiempo produce irritación de las membranas mucosas.

## Producción

### Laboratorio
Se produce a partir de la reacción de ácido perclórico con hidróxido de amonio:
{\displaystyle {\rm {HClO_{4}+NH_{4}OH\rightarrow NH_{4}ClO_{4}+H_{2}O}}}
O ácido perclórico con cloruro de amonio
{\displaystyle {\rm {HClO_{4}+NH_{4}Cl\rightarrow NH_{4}ClO_{4}+HCl}}}

### Industrial
La producción industrial se realiza por electrólisis. Primero cloruro de sodio NaCl en una solución acuosa es oxidado a perclorato de sodio NaClO4. Posteriormente, el perclorato de sodio realiza una reacción de intercambio iónico con una sal de amonio (por ejemplo, cloruro de amonio NH4 Cl). Esto produce el producto final:
{\displaystyle \mathrm {NaClO_{4}+NH_{4}Cl\longrightarrow NH_{4}ClO_{4}+NaCl} }
Perclorato de sodio y cloruro de amonio para reaccionar perclorato de amonio y cloruro de sodio .
Debido a las diferencias en solubilidad de las sales que pueden ser fácilmente separados. El cloruro de sodio resultante, NaCl, puede ser utilizado de nuevo como material de partida.

## Uso
Perclorato de amonio es, mezclado con un aglutinante, tal como un propulsor de cohetes de combustible sólido, los fuegos artificiales, los cohetes modelo o explosivos. La razón de esto es que el perclorato de amonio se descompone violentamente a temperaturas por encima de 200 °C según la siguiente ecuación:
{\displaystyle \mathrm {2\ NH_{4}ClO_{4}\longrightarrow Cl_{2}+2\ O_{2}+N_{2}+4\ H_{2}O} }
Perclorato de amonio se descompone cuando se calienta por encima de 200 °C en cloro, oxígeno, nitrógeno y agua.
Estos productos de reacción gaseosos que se expanden de forma explosiva debido al calor resultante de la reacción. El ion amonio actúa como un agente reductor, el anión perclorato como el oxidante. El liberado oxígeno y cloro adicional puede oxidar. Por lo tanto, se puede añadir incluso hasta un 30% (en fracción de masa) de aluminio, que sirve entonces como el combustible real y, con su alta temperatura de reacción, la reacción entre los componentes del perclorato de amonio sigue adelante. El impulso específico es menor que de la mayoría de los combustibles líquidos. Sin embargo, el perclorato de amonio en una mezcla con otros materiales (especialmente polvo de aluminio) se utiliza como combustible para cohetes, ya que es simple y de bajo coste en la construcción, como el Ariane 5, el transbordador espacial, Titan IIIC, IVB , H-II , y los misiles delta. Otro uso es para ser instalado en los fuegos artificiales.

## Peligrosidad
La quema incontrolada de perclorato de amonio es muy peligrosa. El 4 de mayo de 1988 se produjo en el accidente químico en PEPCON en Henderson, Nevada, un desastroso incendio en una fábrica de producción y almacenamiento de perclorato de amonio para combustible de cohetes para la NASA. La violenta explosión se pudo oír a más de 45 km de distancia.